# Final de la Copa FIFA Confederaciones 2009

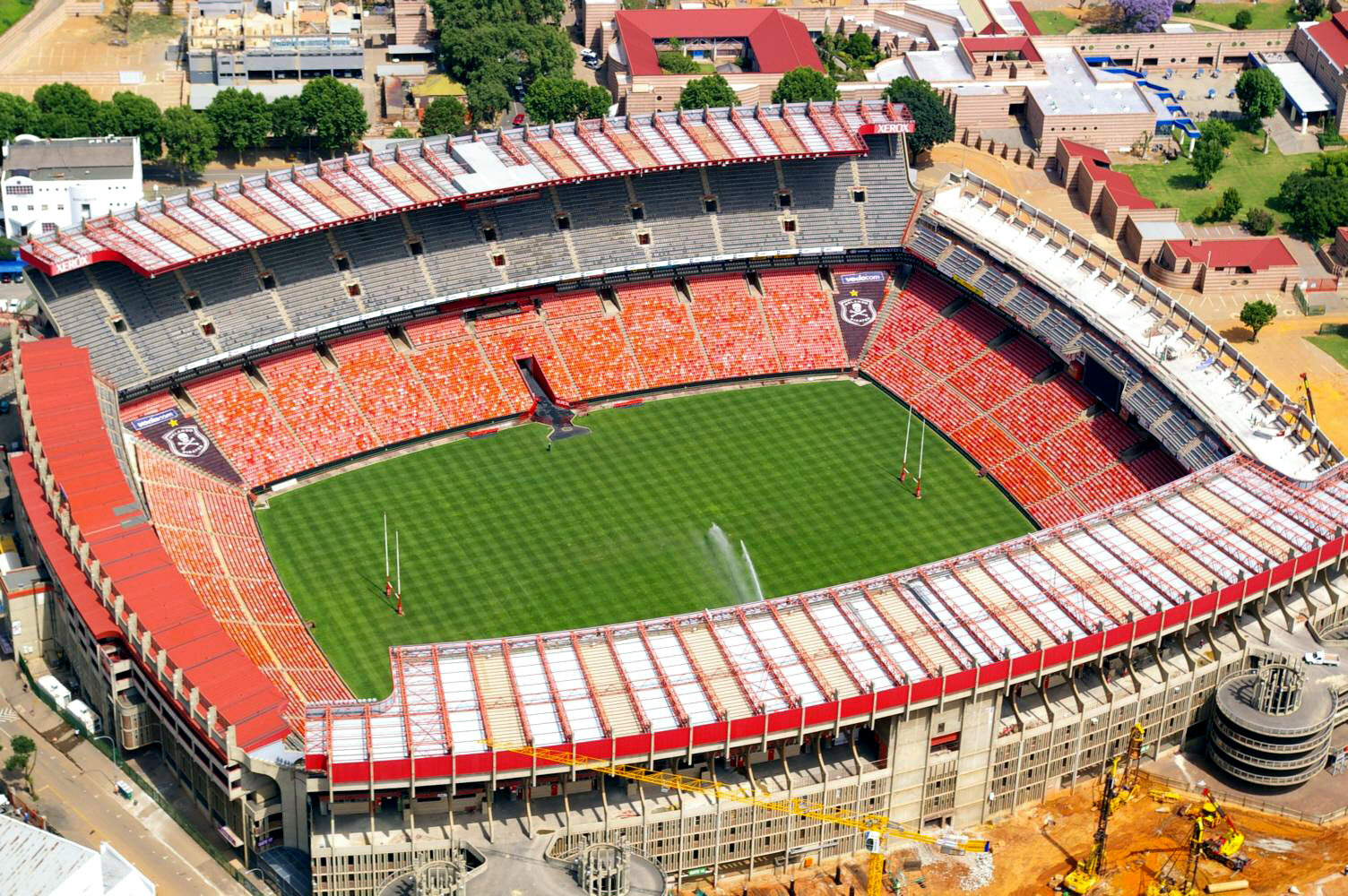
En el estadio Ellis Park se realizó la final entre el multicampeon mundial Brasil y Estados Unidos un ignoto en el ámbito internacional.

La final de la Copa FIFA Confederaciones de 2009 se disputó en el estadio Ellis Park de Johannesburgo el 29 de junio de 2009. A la final llegaron 2 equipos con pergaminos completamente distintos en su haber, uno precedido por grandes resultados en varias competencias llegando a alcanzar el título mundial (Brasil), mientras que el otro apenas tiene éxito en su confederación (Estados Unidos).
Brasil llegó como favorito debido a su gran campaña donde solo obtuvo triunfos, a diferencia de los norteamericanos que consiguieron pasar la fase de grupos con una victoria en el último partido del grupo B, siendo la llave de su paso a semifinales la diferencia de gol. Anteriormente ya se habían enfrentado estos países en esta edición, siendo en la fase de grupos donde se encontraron y se definió el triunfo brasileño por 0-3. Estados Unidos venía de sorprender al mundo futbolístico luego de eliminar inesperadamente a España en semifinales. De la misma forma consiguió sorprender a Brasil poniéndose 2 a 0 arriba en el primer tiempo, con goles de Clint Dempsey y Landon Donovan antes de la primera media hora del encuentro. Brasil reaccionó rápido con un gol de Luís Fabiano al minuto de haberse iniciado la segunda etapa, Fabiano volviera a convertir a los 74 minutos el empate, para que luego el capitán Lúcio anotase de cabeza el gol del triunfo a los 84 minutos dando así como resultado una remontada épica.
Brasil fue el segundo país en ser bicampeón de la competición, logro obtenido también por Francia en 2001 y 2003. También fue el tercer país en llegar a 2 finales consecutivas, compartiendo el mérito con los galos y Argentina.

## Enfrentamiento
| Bandera de Estados Unidos | vs. | Bandera de Brasil |
| Estados Unidos 2          | vs. | Brasil 3          |
| ------------------------- | --- | ----------------- |

## Antecedentes
El siguiente cuadro muestra el historial de enfrentamientos en ediciones anteriores de la Copa FIFA Confederaciones entre los equipos que disputaron la final de la copa confederaciones.
| Partido                   | Antecedentes   | Antecedentes              | Antecedentes              | Antecedentes |
| Partido                   | Edición        | Fase                      | Resultado                 | Ref.         |
| ------------------------- | -------------- | ------------------------- | ------------------------- | ------------ |
| Brasil vs. Estados Unidos |                |                           |                           |              |
| 1999                      | Fase de grupos | Brasil 1:0 Estados Unidos | [ 4 ]                     |              |
| 2003                      | Fase de grupos | Brasil 1:0 Estados Unidos | [ 5 ]                     |              |
| Estados Unidos vs. Brasil | 2009           | Fase de grupos            | Estados Unidos 0:3 Brasil | [ 6 ]        |

## Camino a la final
| Equipo         | Pts. | PJ | PG | PE | PP | GF | GC | Dif |
| -------------- | ---- | -- | -- | -- | -- | -- | -- | --- |
| Brasil         | 9    | 3  | 3  | 0  | 0  | 10 | 3  | 7   |
| Estados Unidos | 3    | 3  | 1  | 0  | 2  | 4  | 6  | -2  |
| Italia         | 3    | 3  | 1  | 0  | 2  | 3  | 5  | -2  |
| Egipto         | 3    | 3  | 1  | 0  | 2  | 4  | 7  | -3  |

| Equipo         | Pts. | PJ | PG | PE | PP | GF | GC | Dif |
| -------------- | ---- | -- | -- | -- | -- | -- | -- | --- |
| Brasil         | 9    | 3  | 3  | 0  | 0  | 10 | 3  | 7   |
| Estados Unidos | 3    | 3  | 1  | 0  | 2  | 4  | 6  | -2  |
| Italia         | 3    | 3  | 1  | 0  | 2  | 3  | 5  | -2  |
| Egipto         | 3    | 3  | 1  | 0  | 2  | 4  | 7  | -3  |

## Partido
| 1          | Guardameta     | Tim Howard       |     |
| 21         | Defensa        | Jonathan Spector | 86' |
| 5          | Defensa        | Oguchi Onyewu    |     |
| 15         | Defensa        | Jay DeMerit      |     |
| 3          | Defensa        | Carlos Bocanegra |     |
| 13         | Centrocampista | Ricardo Clark    | 88' |
| 22         | Centrocampista | Benny Feilhaber  | 75' |
| 8          | Centrocampista | Clint Dempsey    |     |
| 10         | Centrocampista | Landon Donovan   |     |
| 17         | Delantero      | Jozy Altidore    | 75' |
| 9          | Delantero      | Charlie Davies   |     |
| Entrenador | Entrenador     | Bob Bradley      |     |

| 1          | Guardameta     | Júlio César    |     |
| 2          | Defensa        | Maicon         |     |
| 3          | Defensa        | Lúcio          |     |
| 14         | Defensa        | Luisão         |     |
| 16         | Defensa        | André Santos   | 66' |
| 8          | Centrocampista | Gilberto Silva |     |
| 5          | Centrocampista | Felipe Melo    |     |
| 18         | Centrocampista | Ramires        | 67' |
| 10         | Centrocampista | Kaká           |     |
| 11         | Delantero      | Robinho        |     |
| 9          | Delantero      | Luís Fabiano   |     |
| Entrenador | Entrenador     | Dunga          |     |

| 2  | Defensa        | Jonathan Bornstein | 75' |
| 16 | Centrocampista | Sacha Kljestan     | 75' |
| 4  | Delantero      | Conor Casey        | 88' |

| 13 | Defensa        | Dani Alves | 66' |
| 7  | Centrocampista | Elano      | 67' |

| Anotado | 10' | Dempsey | 1-0 |
| Anotado | 27' | Donovan | 2-0 |

| Anotado | 46' | Luís Fabiano | 2-1 |
| Anotado | 74' | Luís Fabiano | 2-2 |
| Anotado | 84' | Lúcio        | 2-3 |

| Amonestado | 19' | Carlos Bocanegra |

| Amonestado | 25' | Felipe Melo  |
| Amonestado | 36' | André Santos |
| Amonestado | 69' | Lúcio        |

| Árbitro             | Martin Hansson   |
| Árbitros asistentes | Henrik Andrén    |
| Árbitros asistentes | Fredrik Nilsson  |
| Cuarto árbitro      | Benito Archundia |

| 1          | Guardameta     | Tim Howard       |     |
| 21         | Defensa        | Jonathan Spector | 86' |
| 5          | Defensa        | Oguchi Onyewu    |     |
| 15         | Defensa        | Jay DeMerit      |     |
| 3          | Defensa        | Carlos Bocanegra |     |
| 13         | Centrocampista | Ricardo Clark    | 88' |
| 22         | Centrocampista | Benny Feilhaber  | 75' |
| 8          | Centrocampista | Clint Dempsey    |     |
| 10         | Centrocampista | Landon Donovan   |     |
| 17         | Delantero      | Jozy Altidore    | 75' |
| 9          | Delantero      | Charlie Davies   |     |
| Entrenador | Entrenador     | Bob Bradley      |     |

| 1          | Guardameta     | Júlio César    |     |
| 2          | Defensa        | Maicon         |     |
| 3          | Defensa        | Lúcio          |     |
| 14         | Defensa        | Luisão         |     |
| 16         | Defensa        | André Santos   | 66' |
| 8          | Centrocampista | Gilberto Silva |     |
| 5          | Centrocampista | Felipe Melo    |     |
| 18         | Centrocampista | Ramires        | 67' |
| 10         | Centrocampista | Kaká           |     |
| 11         | Delantero      | Robinho        |     |
| 9          | Delantero      | Luís Fabiano   |     |
| Entrenador | Entrenador     | Dunga          |     |

| 2  | Defensa        | Jonathan Bornstein | 75' |
| 16 | Centrocampista | Sacha Kljestan     | 75' |
| 4  | Delantero      | Conor Casey        | 88' |

| 13 | Defensa        | Dani Alves | 66' |
| 7  | Centrocampista | Elano      | 67' |

| Anotado | 10' | Dempsey | 1-0 |
| Anotado | 27' | Donovan | 2-0 |

| Anotado | 46' | Luís Fabiano | 2-1 |
| Anotado | 74' | Luís Fabiano | 2-2 |
| Anotado | 84' | Lúcio        | 2-3 |

| Amonestado | 19' | Carlos Bocanegra |

| Amonestado | 25' | Felipe Melo  |
| Amonestado | 36' | André Santos |
| Amonestado | 69' | Lúcio        |

| Árbitro             | Martin Hansson   |
| Árbitros asistentes | Henrik Andrén    |
| Árbitros asistentes | Fredrik Nilsson  |
| Cuarto árbitro      | Benito Archundia |

|                            |
| Bandera de Brasil          |
| Campeón Brasil 3.er título |